# Hemiculterella
 Hemiculterella és un gènere de peixos de la família dels ciprínids i de l'ordre dels cipriniformes.

## Taxonomia
- Hemiculterella macrolepis (Chen, 1989)
- Hemiculterella sauvagei (Warpachowski, 1887)
- Hemiculterella soldatovi (Nikolskii, 1903)
- Hemiculterella wui (Wang, 1935)[3][4][5][6][7][8]